# رالف جي. مارتن
رالف جي. مارتن (بالإنجليزية: Ralph G. Martin)‏ هو مؤلف ومؤرخ وكاتب وصحفي أمريكي، ولد في 4 مارس 1920 في شيكاغو في الولايات المتحدة، وتوفي في 9 يناير 2013 في سليبي هالو في الولايات المتحدة.

## وصلات خارجية
- رالف جي. مارتن على موقع IMDb (الإنجليزية)